# Rua Senhor dos Passos

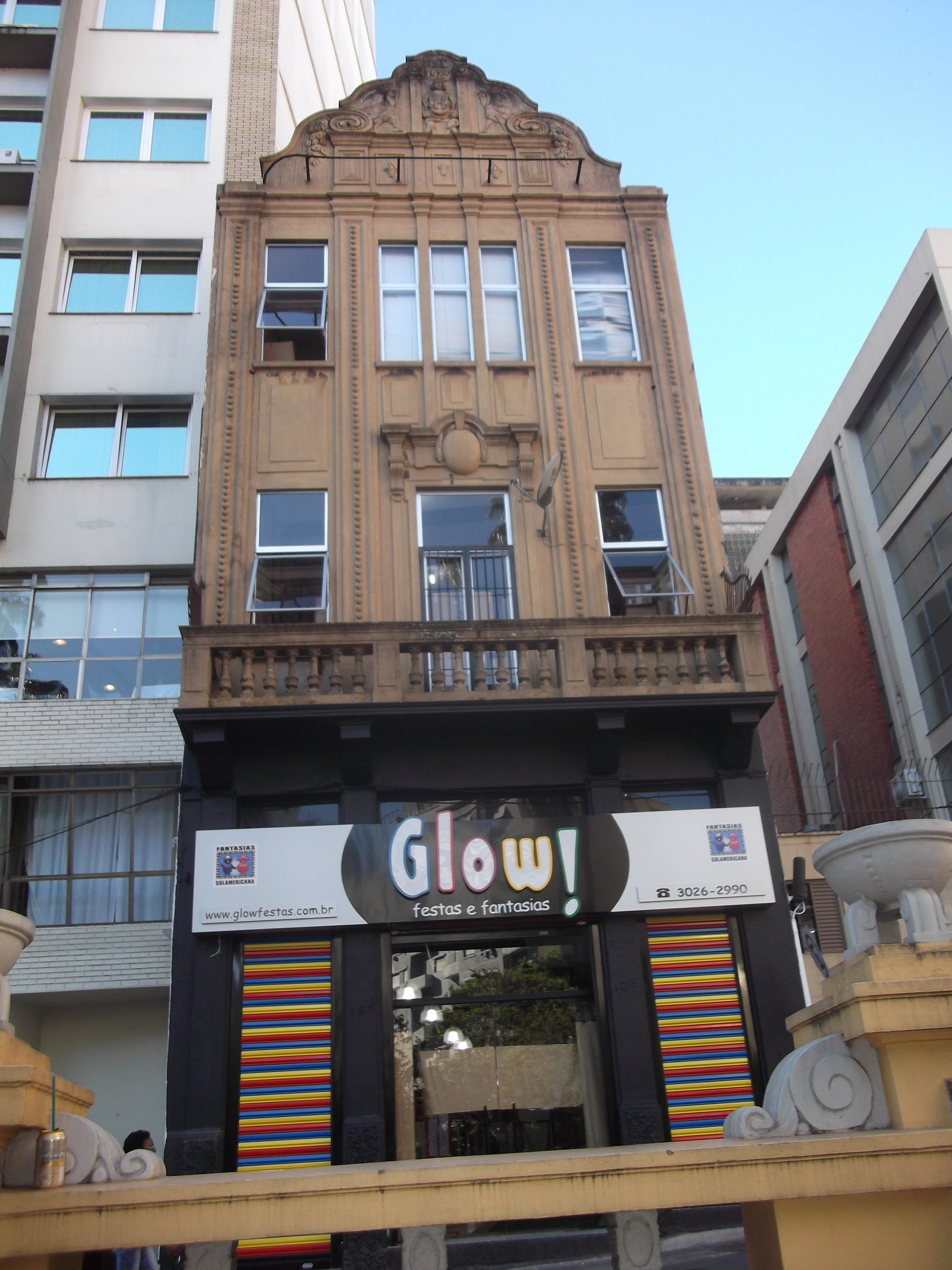
Edificação na Rua Senhor dos Passos

A Rua Senhor dos Passos é uma via pública histórica da cidade de Porto Alegre, capital do estado brasileiro do Rio Grande do Sul. Localizada no centro histórico, começa na Rua Voluntários da Pátria e termina na confluência da Rua dos Andradas com a Praça Dom Feliciano.
A Rua Senhor dos Passos é predominantemente comercial, com 35,21% de estabelecimentos comerciais. Com mais de 91 domicílios, a rua caracteriza-se por 8,79% de domicílios, constituídos de casas, sobrados ou similares, e 91,21% de edifícios de apartamentos ou conjuntos residenciais, com vários domicílios de famílias distintas.

## Histórico
Nas posturas municipais de 1831 e na planta da cidade de 1839, a viela era chamada de Beco do Couto ou Rua do Couto. Porém, já em 1836, num anúncio do jornal O Mensageiro, assim como num expediente da Câmara Municipal, é realizada solicitação para a colocação de um lampião para iluminação pública no logradouro do Beco do Cordoeiro. A razão deste nome foi explicada pelo historiador Antônio Álvares Pereira Coruja: Em terrenos contíguos da chácara da Brigadeira e de Antônio Pereira de Couto havia uma estrada, viela ou atalho, que dava caminho da Caridade para a praia, e que não tinha nome de rua por não ter casas laterais. Edificadas algumas casinhas, foi para uma delas morar um cordoeiro chamado João, conhecido por João Cordoeiro, que deu à rua o nome de Beco do Cordoeiro....

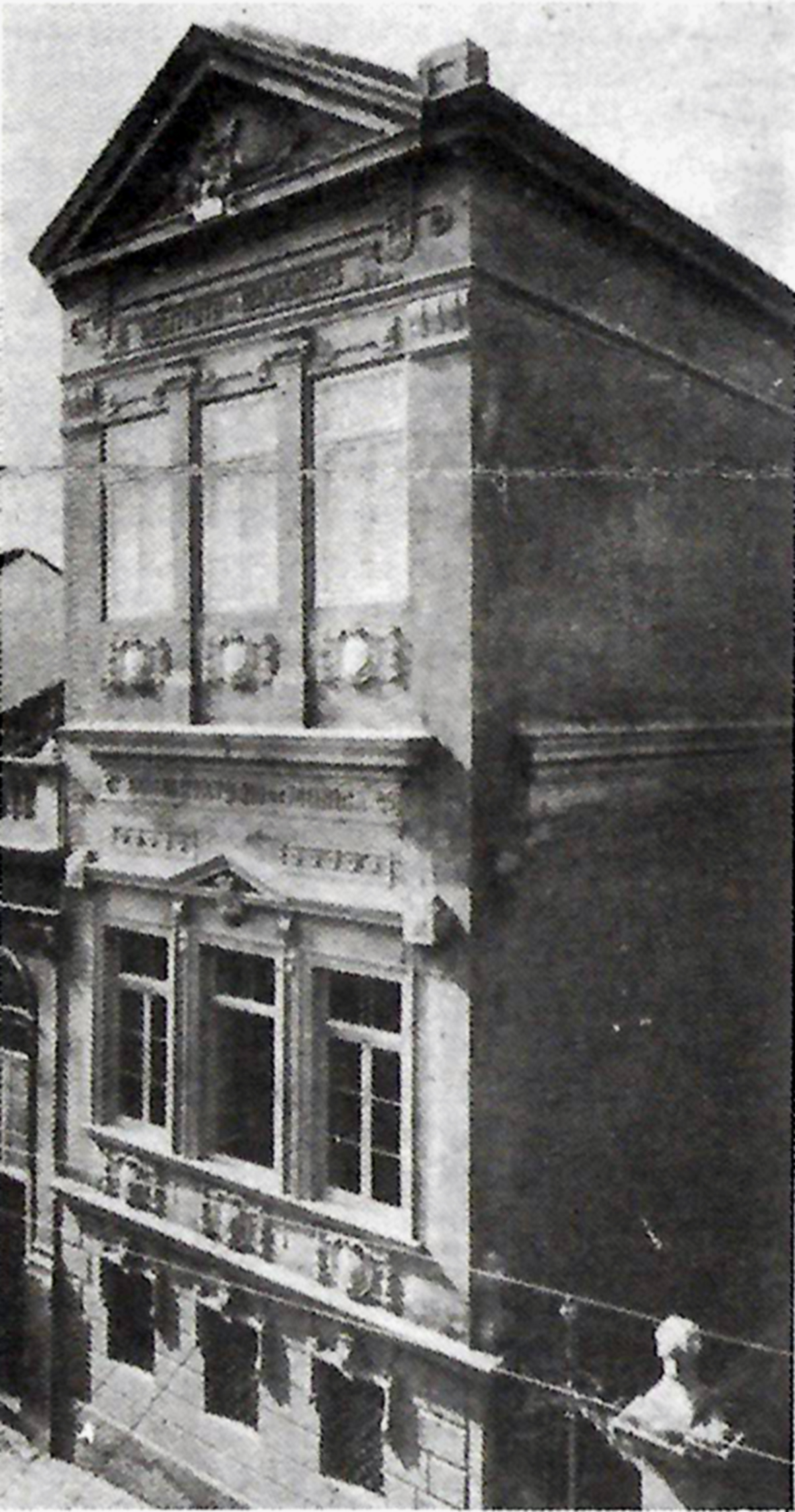
A primeira sede do Instituto de Artes.

Em 1841, deliberando sobre ruas que demandavam melhoramento urgente, a Câmara solicitou ao presidente da província a liberação de todos os prisioneiros para efetuarem os serviços de aterro e desmonte nas ruas Santa Catarina,  da Misericórdia e do Cordoeiro. Em 1843, o beco recebeu definitivamente o nome de Rua Senhor dos Passos.
Em 1847, a Câmara sugeriu o alargamento da Rua Senhor do Passos de 48 palmos para 80 palmos, visando o aformoseamento do edifício da Santa Casa, que naquela época estava sendo ampliado.  Entretanto, o alargamento não foi concretizado, pois o argumento parece não ter convencido o presidente da província, que era pressionado pela influência de dona Rafaela Pinto Bandeira Freire, proprietária da Chácara da Brigadeira e de toda a face leste da rua.
Em 1869, depois de instalados os serviços de distribuição de água da Cia. Hidráulica Porto-Alegrense havia, na Rua Senhor dos Passos, 28 ligações domiciliares. A estatística predial de 1892 registrou 75 prédios construídos na rua, sendo 50 térreos, 14 sobrados e 11 assobradados.
Em 1944, um alargamento de 8,10 metros para 14 metros, mediante recuo progressivo das construções, foi determinado por decreto pelo prefeito Antônio Brochado da Rocha.

## Hotel Plaza Porto Alegre
Na Rua Senhor dos Passos estava localizado o Hotel Plaza Porto Alegre, inaugurado em 1958 e encerrado em maio de 2015. Durante algumas décadas foi considerado o hotel mais elegante e suntuoso da capital, e frequentado por empresários, políticos e celebridades em suas estadas em Porto Alegre. Quando o grupo proprietário do hotel inaugurou o Hotel Plaza São Rafael nas proximidades, em 1973, o Plaza Porto Alegre passou a ser conhecido como Plazinha. Um dos responsáveis pela elegância do hotel foi o artista plástico Vitório Gheno. Na década de 1970, ele foi convidado a fazer a decoração do estabelecimento. Reformou o lobby, desenhou o restaurante, projetou móveis e espalhou obras de arte pelos ambientes.

## Instituto de Artes da Universidade Federal do Rio Grande do Sul
Na Rua Senhor dos Passos também se localiza o Instituto de Artes da Universidade Federal do Rio Grande do Sul, fundado em 22 de abril de 1908 sob o nome de Instituto de Bellas Artes, por iniciativa de um grupo de intelectuais e artistas liderado por Olinto de Oliveira. O Instituto de Artes da UFRGS é hoje uma das mais tradicionais escolas de artes do Brasil.

## Paróquia Matriz da Comunidade Evangélica de Porto Alegre
A Paróquia Matriz da Comunidade Evangélica de Porto Alegre, pertencente à Igreja Evangélica de Confissão Luterana no Brasil, também está localizada na Rua Senhor dos Passos.

### Referência bibliográfica
- Franco, Sérgio da Costa. Guia Histórico de Porto Alegre. Porto Alegre: Editora da Universidade (UFRGS)/Prefeitura Municipal, 1992